# Даниленко Михайло Васильович

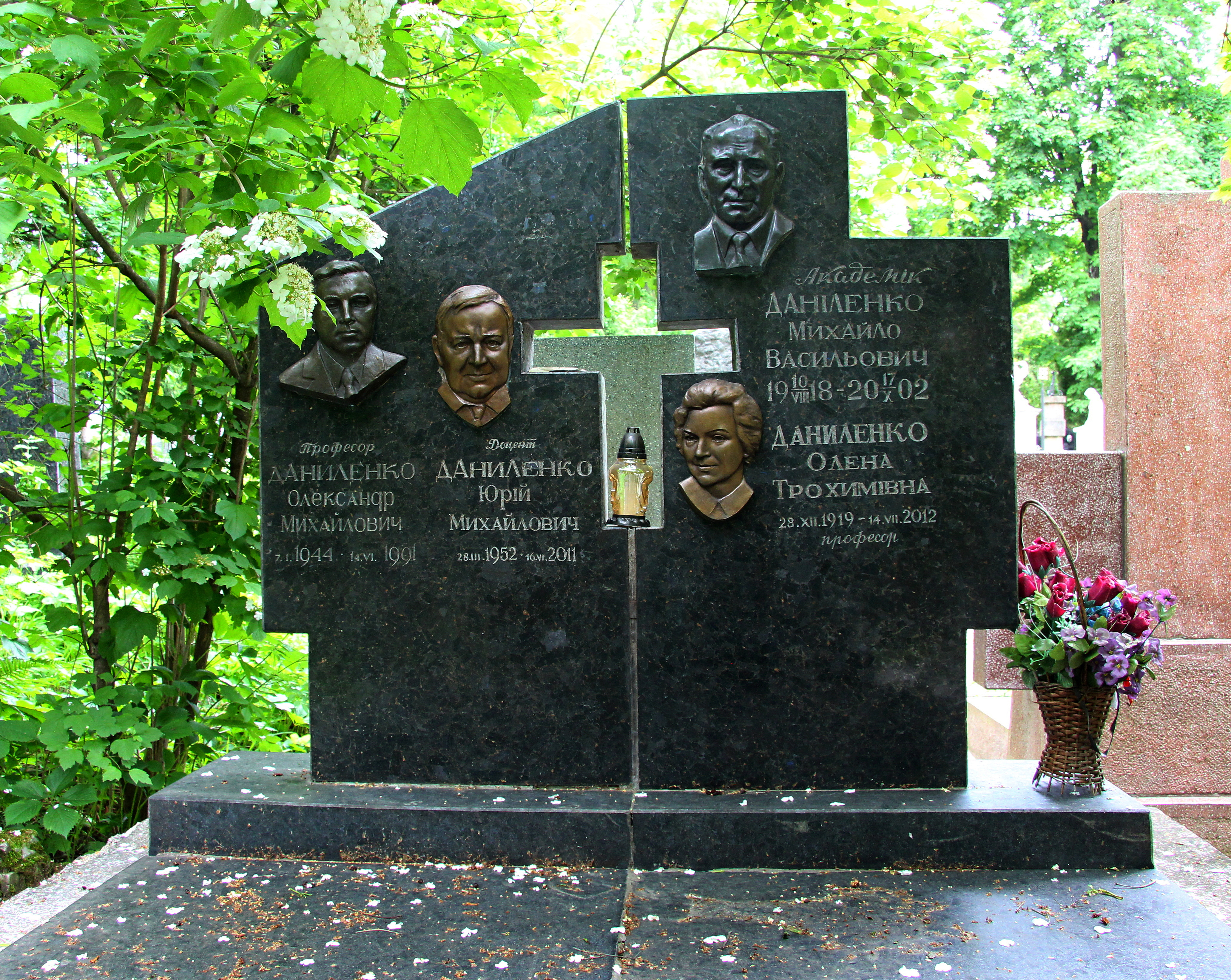

Михайло Васильович Даниленко (нар. 10 серпня 1918, село Ново-Симбірськ, тепер Гайського району Оренбурзької області, Російська Федерація — 17 жовтня 2002, місто Львів) — український лікар-хірург, ректор Львівського державного медичного інституту (1964—1981). Доктор медичних наук (1959), професор (1960), член-кореспондент Академії медичних наук СРСР (Російської академії медичних наук) (1975), член-кореспондент Національної академії наук України (1992) і Академії медичних наук України (5.04.1993), член правління Всесоюзного наукового товариства хірургів, член президії товариства хірургів Української РСР, дійсний член Міжнародного товариства хірургів, заслужений діяч науки Української РСР. Почесний доктор наук Печського медичного університету (Угорщина, 1974 рік). Герой Соціалістичної Праці (9.08.1978). Депутат Львівської обласної Ради народних депутатів.

## Біографія
Народився в селянській родині. Виховувався в дитячому будинку.
Після закінчення середньої школи вступив до Ростовського медичного інституту, після 4-го курсу був переведений в Харківський медичний інститут на військово-медичний факультет, а в 1941 році — в Саратов, де також навчався на військово-медичному факультеті.
Член ВКП(б) з 1941 року.
З 1941 року — в Червоній армії. Учасник німецько-радянської війни з квітня 1942 року. Служив командиром окремої медичної санітарної роти 145-ї окремої стрілецької бригади, командиром медичного санітарного батальйону, начальником санітарної служби 270-ї стрілецької дивізії 6-ї гвардійської армії. Оперував в наметах, землянках і під ворожим вогнем на Калінінському, Північно-Західному і 1-му Прибалтійському фронтах. Двічі був поранений.
У 1946 році закінчив лікувальний факультет Саратовського медичного інституту РРФСР.
До 1947 року працював начальником Управління госпіталів.
З 1947 року — головний лікар Вінницької обласної клінічної лікарні імені Пирогова, з 1950 року — завідувач Вінницького обласного відділу охорони здоров'я. У 1951 році захистив кандидатську дисертацію.
У 1953—1955 роках — радник міністра охорони здоров'я Корейської народно-демократичної республіки (КНДР).
Після повернення до Вінниці працював у Вінницькому медичному інституті асистентом, удосконалювався з грудної хірургії в Москві в клініці Мєшалкіна. У 1959 році захистив дисертацію на здобуття наукового ступеня доктора медичних наук на тему «Парагонімоз (клініко-експериментальне дослідження)». У 1959—1960 роках — завідувач кафедри госпітальної (шпитальної) хірургії Тернопільського медичного інституту.
З 1960 по 1964 рік — професор і завідувач кафедри госпітальної (шпитальної) хірургії Вінницького медичного інституту.
У 1964—1981 роках — ректор Львівського державного медичного інституту та завідувач кафедри торакальної хірургії та анестезіології.
У 1965 році за його ініціативи у Львівському медичному інституті була створена кафедра грудної хірургії, що стала одним з центрів серцево-судинної хірургії в Українській РСР. Даниленко був також ініціатором створення у Львові першого в Україні міжобласного центру серцево-судинної хірургії і пересадки нирки, який очолив.
12 липня 1966 року вперше у Львові Михайло Даниленко зробив першу операцію на «сухому серці», підготовка до якої тривала більше року. Підсумком його подальшої п'ятирічної роботи стала монографія «Хірургічне лікування мітрального стенозу» (спільно з Д. Бабляком), заснована на спостереженнях за 700 оперованими хворими.
Указом Президії Верховної Ради СРСР від 9 серпня 1978, «за великі заслуги в розвитку народної охорони здоров'я, багаторічну плідну науково-педагогічну діяльність та у зв'язку з шістдесятиліттям з дня народження», Михайлові Васильовичу Даниленку присвоєно звання Героя Соціалістичної Праці з врученням ордена Леніна і золотої медалі «Серп і Молот».
У 1981—1991 роках — завідувач кафедри госпітальної (шпитальної) хірургії Львівського державного медичного інституту.
У 1991—1999 роках — професор кафедри госпітальної (шпитальної) хірургії Львівського національного медичного університету імені Данила Галицького. Потім — науковий консультант кафедри госпітальної (шпитальної) хірургії.
Опублікував понад 370 наукових робіт, в тому числі 10 монографій, присвячених головним чином проблемам грудної хірургії та анестезіології. Основні праці: Парагонимоз. Москва, 1963; Хирургическое лечение митрального стеноза. К., 1970 (співавт.); Трихлорэтиленовое обезболивание. К., 1971; Спонтанный (патологический) пневмоторакс. Москва, 1973; Корригирующая терапия в современной хирургии. К., 1974; Комплексная система управления качеством подготовки специалистов (врачей и провизоров). Л., 1979 (співавт.); Интенсивная послеоперационная терапия. К., 1984 (співавт.).
Михайло Даниленко запропонував низку методів хірургічного лікування патології серця і магістральних судин; удосконалив методи дефібриляції та електростимуляції при блокадах серця; створив серію апаратів штучного кровообігу, класифікацію патологій серцової діяльності.
Опублікував також низку праць з історії медицини, в тому числі «Настанови по хірургії грудей в Московській медико-хірургічній школі в перші роки її заснування» (1975, в співавторстві) і книгу Н. Бідлоо «Повчання для тих, хто вивчає хірургію в анатомічному театрі», видану під редакцією Михайла Даниленка.
Помер у Львові. Похований на 73 полі Личаківського цвинтаря.

## Звання
- військовий лікар 3-го рангу
- військовий лікар 2-го рангу
- капітан медичної служби
- майор медичної служби

## Нагороди
- Герой Соціалістичної Праці (9.08.1978)
- два ордени Леніна (2.12.1966, 9.08.1978)
- орден Трудового Червоного Прапора (20.07.1971)
- два ордени Вітчизняної війни ІІ ст. (17.08.1944, 6.04.1985)
- орден Червоної Зірки (3.02.1943)
- орден Державного Прапора КНДР ІІ-го ст.
- медалі
- заслужений діяч науки Української РСР (1968)